# 佐藤千敬
佐藤 千敬（さとう ちひろ、Raymond Augustin Chihiro Sato, O.P., 1926年3月31日 - 2002年11月12日）は、日本のカトリック教会聖職者でドミニコ会士。カトリック仙台司教区第5代司教を務めた。洗礼名は「アウグスチノ」で修道名は「ライムンド」。

## 生涯
宮城県仙台市に生まれる。福島県郡山市で幼少期を過ごし、仙台二中、海軍兵学校を経て、東北帝国大学に進学。1948年3月28日、仙台 北五十人町（現 角五郎丁）教会（現 西仙台教会）でドミニコ会の渡辺吉徳神父から受洗。1949年3月に 東北帝国大学法文学部経済学科を卒業し、1949年4月にドミニコ会に入会。
1953年にカナダ・オタワ市のドミニコ会神学校に入学し、現地で1959年に初代仙台教区長マリー・ジョゼフ・ルミュー大司教により司祭に叙階。帰国後の1963年4月、清泉女子大学助教授となり、1965年4月には仙台市「学生の家」責任者かつ仙台カトリック学生連盟指導司祭となる。1971年10月に仙台ロゴス研究所所長、1973年1月にカトリック仙台教区事務局長・司教代理を担当した。
1976年3月20日、 教皇大使ヒッポリト・ロトリ大司教により司教に叙階。教区長としてカテドラルと教区センターの建設、光ヶ丘スペルマン病院のホスピス棟増築、教区の財政再建を行い、司祭給与制度を確立。司教協議会では、財務の仕事を担当し、かつカリタス・ジャパンの発展に尽くした。
1998年6月、健康上の理由で仙台教区司教を引退して東仙台の「司祭の家」で養生。その後は腎臓が悪化して手術を受けたり、ペースメーカーを入れたりしていた
2002年11月12日、仙台市光ヶ丘スペルマン病院にて多臓器不全のため死去享年76。11月15日に溝部司教司式による葬儀ミサが捧げられた後に火葬され、11月16日に鶴ケ丘カトリック墓地に埋葬された。